# Guerreiros do Amanhã
Tomorrow When the War Began (bra/prt: Guerreiros do Amanhã) é um filme australiano de 2010, dos gêneros guerra, drama e ação, escrito e dirigido por Stuart Beattie, com roteiro baseado no romance Tomorrow, When the War Began, de John Marsden, parte da série de livros Amanhã.

## Sinopse
Após descobrir que sua cidade foi invadida e que suas famílias foram detidas, um grupo de sete jovens que voltava de um acampamento percebe que a única maneira de sobreviver é entrar na guerra contra esse invasor desconhecido.

## Elenco
- Ellie Linton - Caitlin Stasey
- Kevin Holmes - Lincoln Lewis
- Corrie Mackenzie - Rachel Hurd-Wood
- Lee Takkan - Chris Pang
- Homer Yannos - Deniz Akdeniz
- Chris Lang - Andy Ryan
- Fiona Maxwell - Phoebe Tonkin
- Mathers Robyn - Ashleigh Cummings